# Дуброва (Кильмезский район)
 Дуброва  — деревня в Кильмезском районе Кировской области в составе Малокильмезского сельского поселения.

## География
Расположена на расстоянии примерно 9 км по прямой на юг-юго-запад от райцентра поселка Кильмезь.

## История
Известна с 1873 года, когда в ней (починок Дуброва большая) было учтено дворов 14 и жителей 133, в 1905 51 и 369, в 1926 60 и 318, в 1950 46 и 198, в 1989 30 жителей .

## Население
Постоянное население составляло 12 человек (русские 100%) в 2002 году, 3 в 2010.